# Амити Гарденс (Пенсилванија)
Амити Гарденс (енгл. Amity Gardens) насељено је место без административног статуса у америчкој савезној држави Пенсилванија.

## Демографија
По попису из 2010. године број становника је 3.402, што је 32 (0,9%) становника више него 2000. године.
| Група             | 2000.         | 2010.         |
| Белци             | 3.173 (94,2%) | 3.114 (91,5%) |
| Афроамериканци    | 87 (2,6%)     | 96 (2,8%)     |
| Азијати           | 28 (0,8%)     | 43 (1,3%)     |
| Хиспаноамериканци | 44 (1,3%)     | 98 (2,9%)     |
| Укупно            | 3.370         | 3.402         |